# György király-szigetek
A György király-szigetek (franciául: Îles du Roi Georges) egy szigetcsoport a Dél-Csendes-óceánon. A terület politikailag Francia Polinéziához tartozik. A György király szigetcsoport a Tuamotu-szigetek egyik alcsoportja.
A Tuamotu-szigeteket legelőször a polinéziai emberek népesítették be, akiknek közös kultúrájuk van és nyelvük. A György király-szigetek a Tuamotu szigetcsoport északnyugati részén található
A György király-szigetek négy atollból és egy szigetből áll:
- Ahe (561fő - 2007, 12 km2)
- Manihi (818fő - 2007, 13 km2)
- Takapoto (521fő - 2002, 15 km2)
- Takaroa (1105fő - 2007, 20 km2)
- Tikei sziget (lakatlan, 4 km2)

A szigetcsoport legkeletibb szigete Tikei és a legnyugatibb atoll Ahe. A közöttük lévő távolság 200 km. Az északnyugatról délkelet felé elnyúló Palliser szigetcsoport alakjától eltérően a György király-szigetek ennek a tükörképeként délnyugatról északkelet felé nyúlik el.

## Története
Az atollt elsőként Jacob Le Maire és Willem Schouten holland felfedezők említik, akik az 1616-os utazásukkor jártak a területen. A szigeteket Feneketlen-szigeteknek (Îles sans fond) nevezték el, mert képtelenek voltak lehorgonyozni hajóikat.
A György király-szigetek elnevezést John Byron brit felfedező adta a szigetcsoportnak. Ő volt az első európai, aki a nyugat számára felfedezte a szigeteket (Manihi, Takaroa és Takapoto) 1765 júniusában. 1880-as években a Tuamotu-szigeteket Franciaország magához csatolta, de a polinéz bennszülöttek csak 1946-tól kaptak francia állampolgárságot.

## Közigazgatás
Közigazgatásilag a György király-szigeteken két települési önkormányzat (commune) van:
- Manihi: Manihi és Ahe atoll.
- Takaroa: Takaroa és Takapoto atoll, valamint Tikei sziget.

A szigetek legnépesebb szigete az 1105 fős Takaroa (2007). Ezen a szigeten található a szigetcsoport legnépesebb települése Teavaroa (936 fő).